# Xian de Weiyuan (Sichuan)
Pour les articles homonymes, voir Weiyuan.
Le xian de Weiyuan (威远县 ; pinyin : Wēiyuǎn Xiàn) est un district administratif de la province du Sichuan en Chine. Il est placé sous la juridiction de la ville-préfecture de Neijiang.

## Démographie
La population du district était de 749 664 habitants en 1999.